# Ruda (okres Rakovník)
Ruda is een Tsjechische gemeente in de regio Midden-Bohemen en maakt deel uit van het district Rakovník, ongeveer 2,5 km ten zuidwesten van Nové Strašecí.
Ruda telt 749 inwoners.

## Geografie
Ruda bestaat uit de volgende plaatsen:
- Ruda
- Amálie

De Room-Katholieke kerk van Ruda behoort tot de parochie van Nové Strašecí; die van Amálie behoort tot Zbečno.

## Geschiedenis
Ruda werd voor het eerst vermeld in 1437.

## Verkeer en vervoer

### Wegen
De weg II/237 Rakovník - Nové Strašecí loopt door de gemeente.

### Spoorlijnen
Ruda heeft geen station, maar ligt wel langs spoorlijn 120 Praag - Kladno - Rakovník. Het dichtstbijzijnde station is Nové Strašecí, op 1,5 km afstand van het dorp.

### Buslijnen

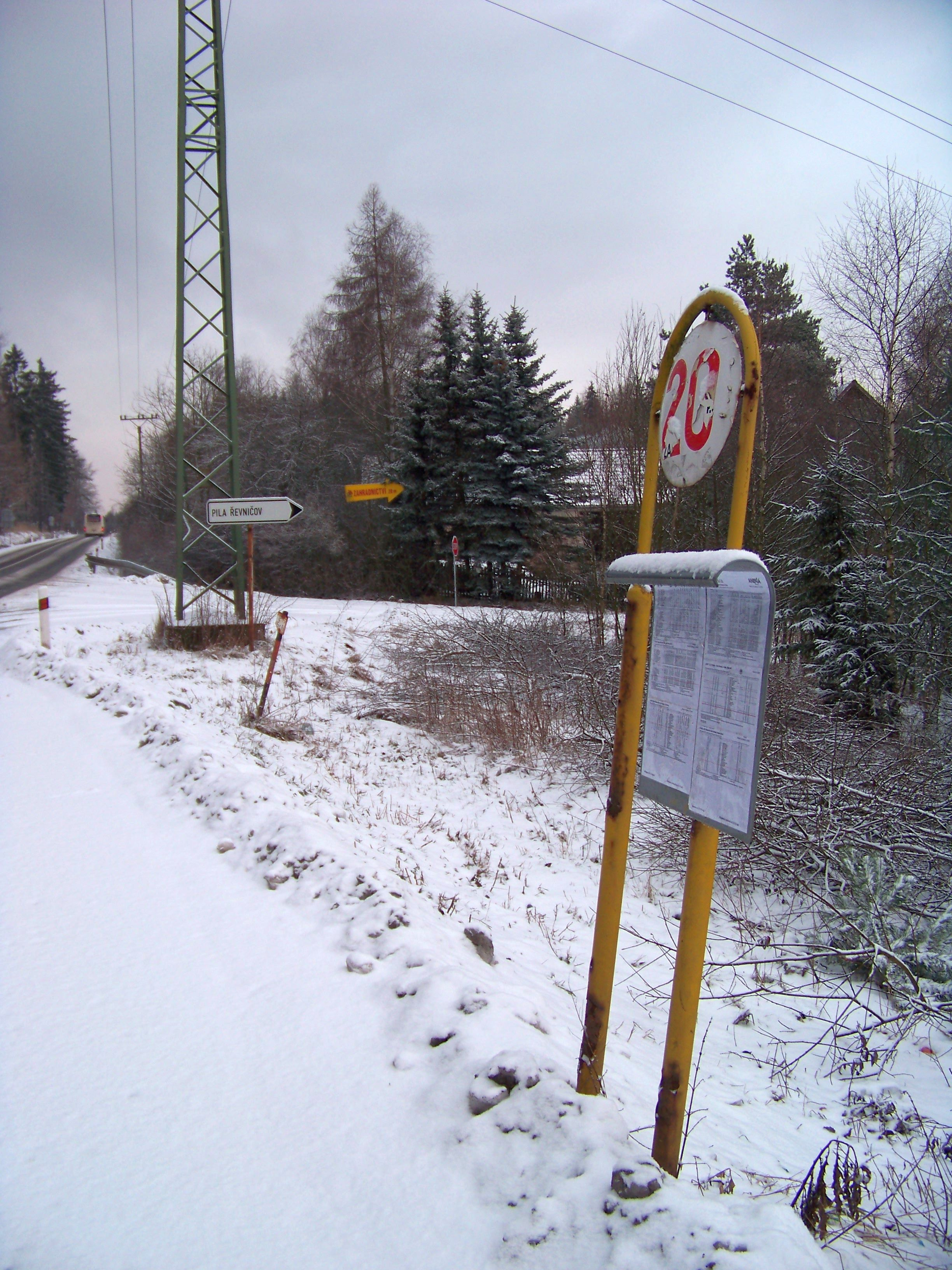
Bushalte in Ruda

De volgende buslijnen halteren in Ruda:
- Lijn 304, 581, 583 en 625 naar Nové Strašecí
- Lijn 304 naar Praag
- Lijn 304, 581 en 625 naar Rakovník
- Lijn 583 naar Řevničov
- Lijn 625 naar Kladno

## Bezienswaardigheden

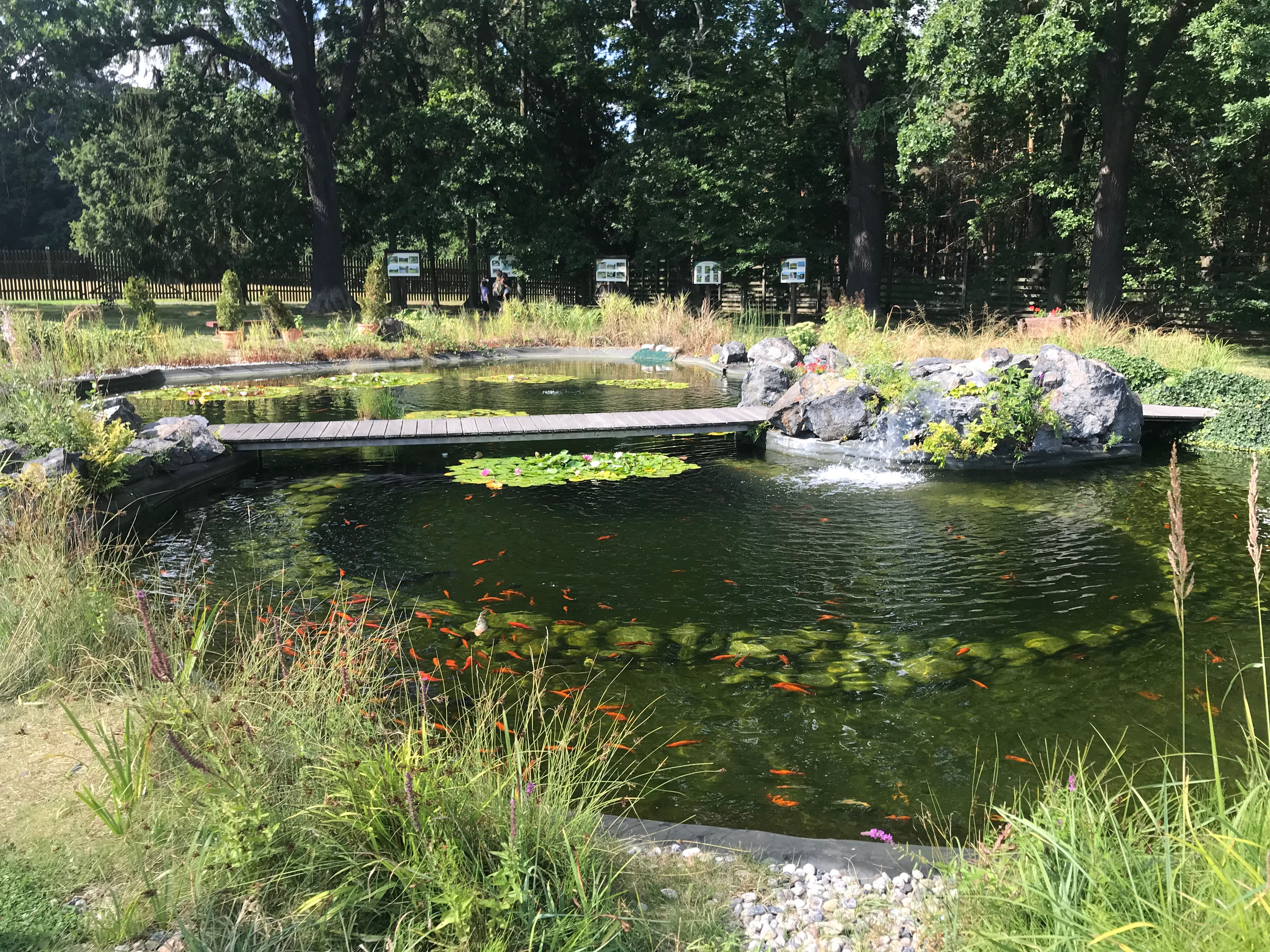
Vijver in Lánská obora

- Kapel van de Heilige Engelbewaarder (bij het kerkhof)
- Natuurreservaat Klíčavavallei
- Natuurreservaat Lánská obora, waarschijnlijk het oudste natuurreservaat van Europa[3]

## Galerij

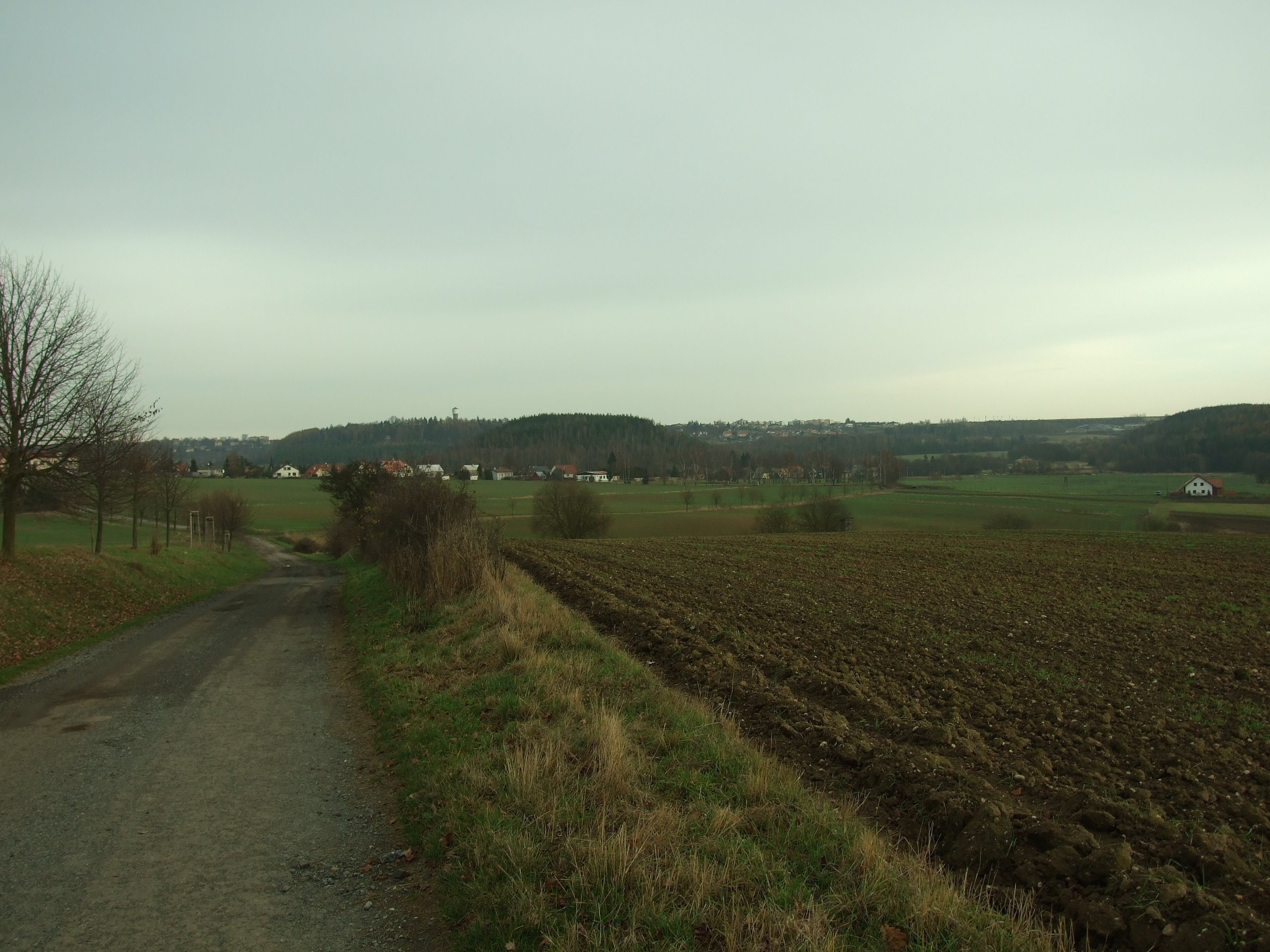
Akkers bij Ruda
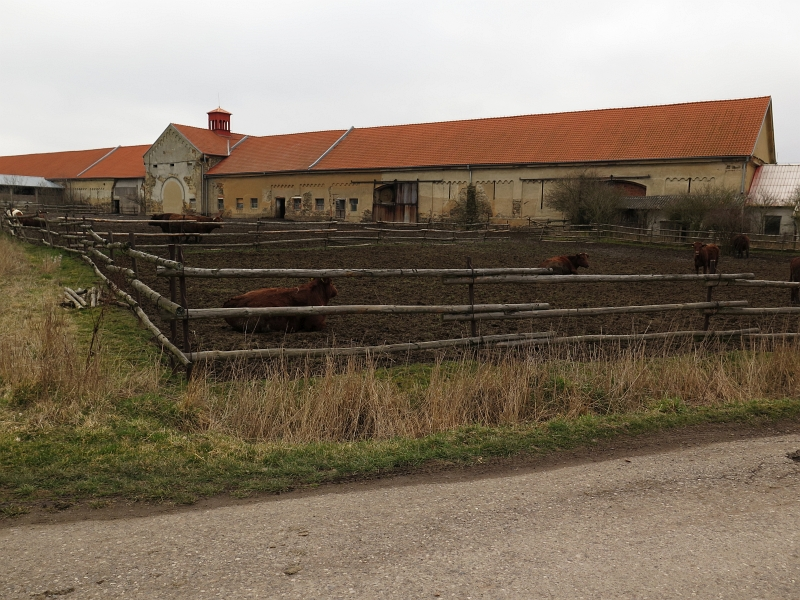
Agrarische rechtbank in Amálie
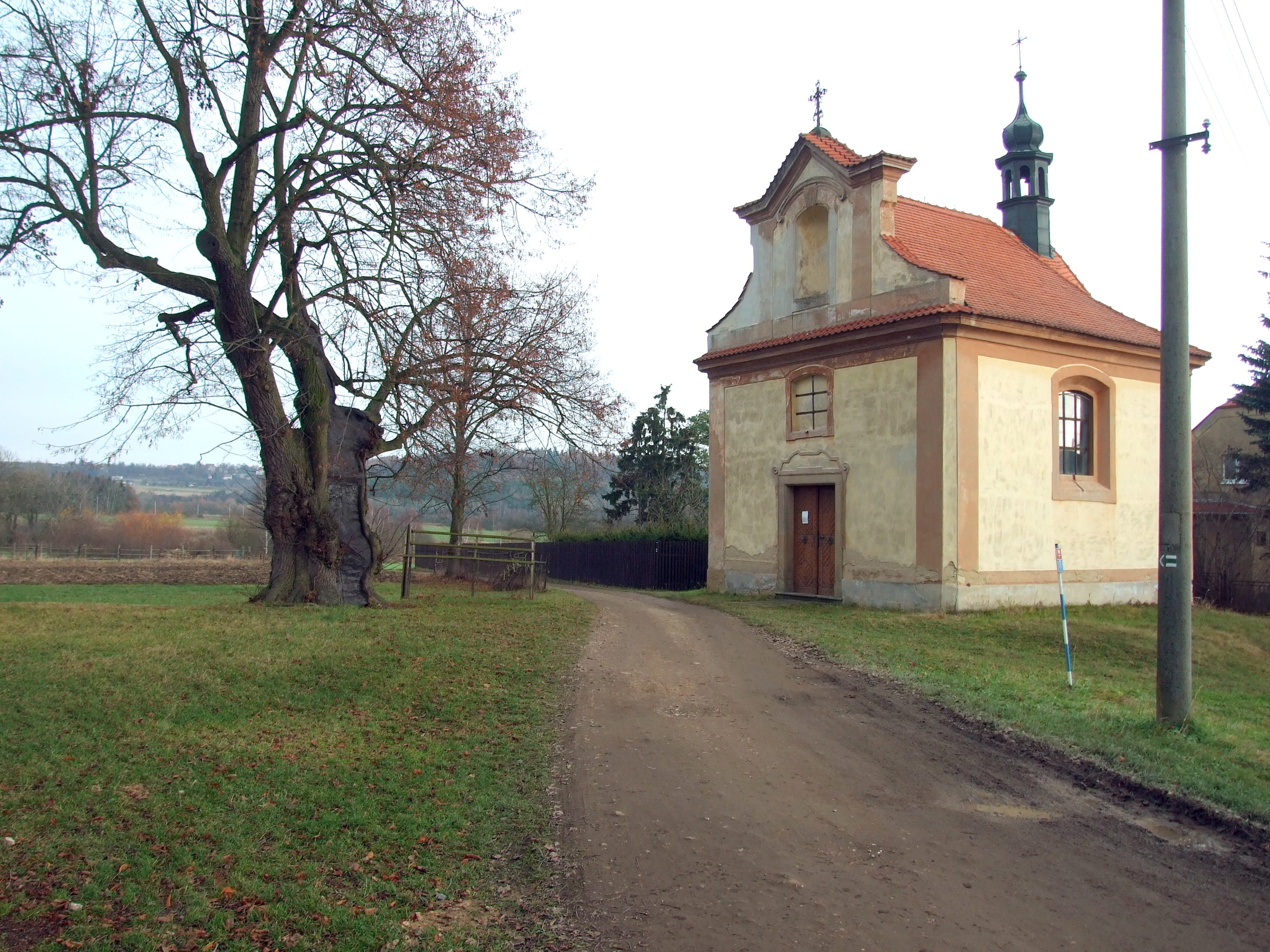
Kapel in Ruda
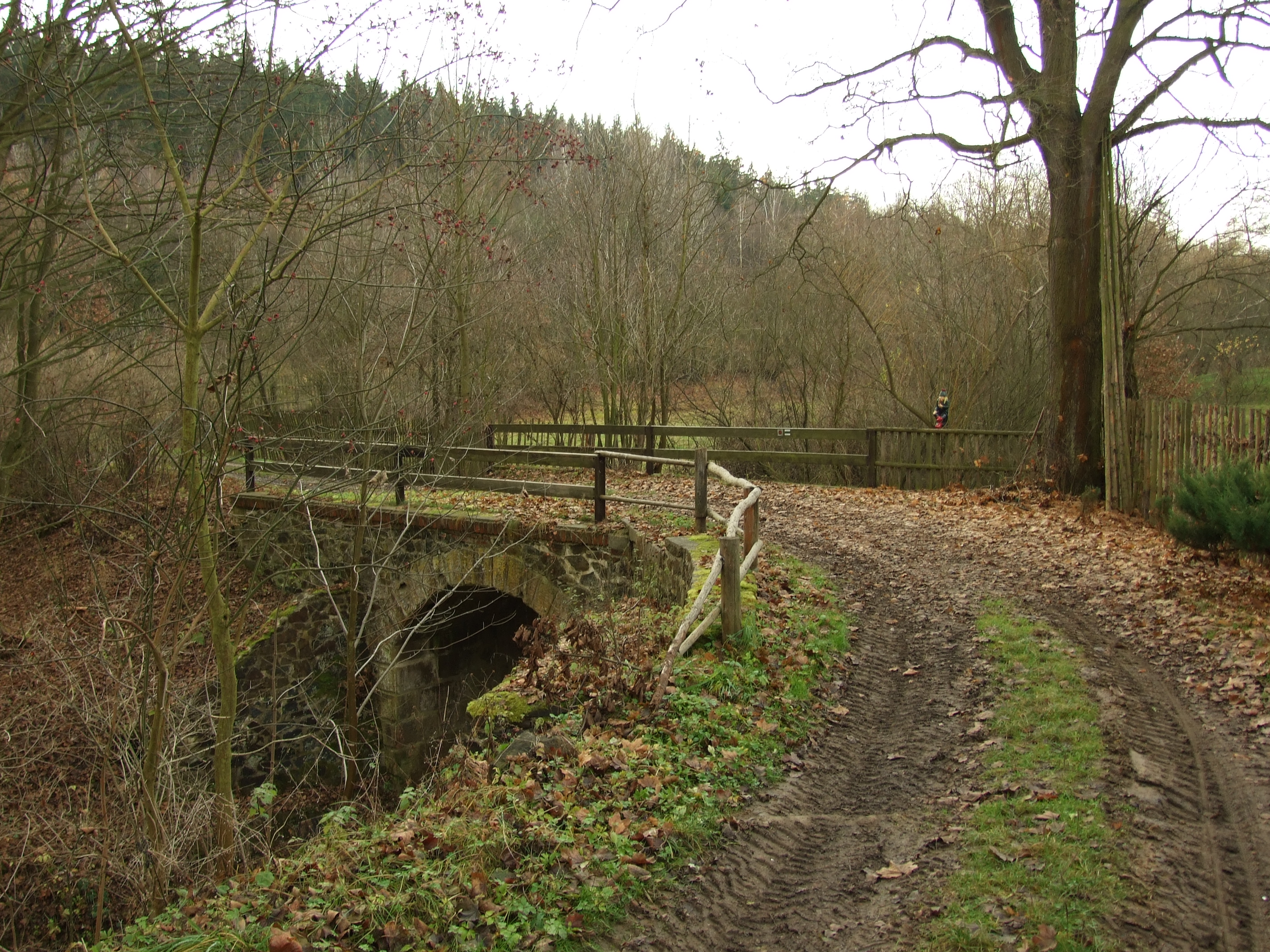
Brug in natuurreservaat Křivoklátsko nabij Ruda
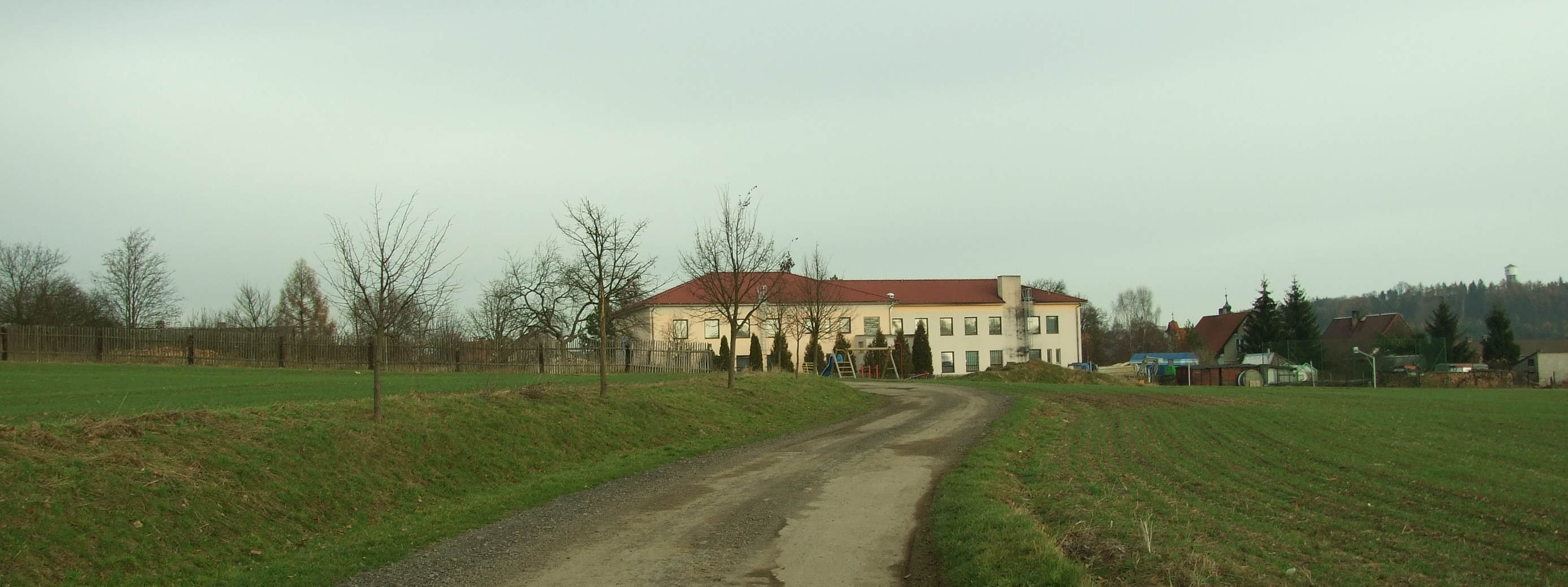
Gebouw aan de zuidkant van Ruda
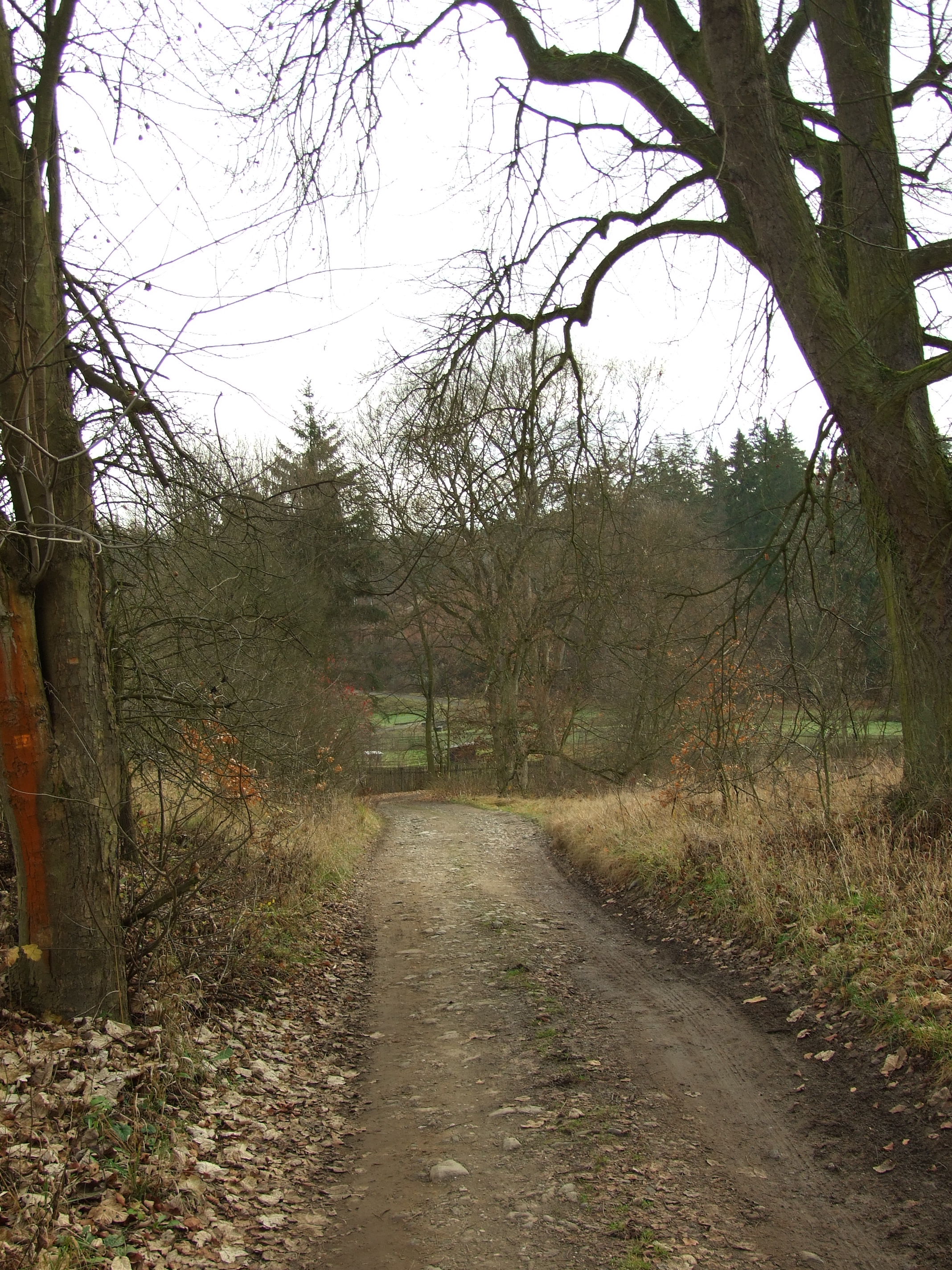
Natuurreservaat Křivoklátsko nabij Ruda
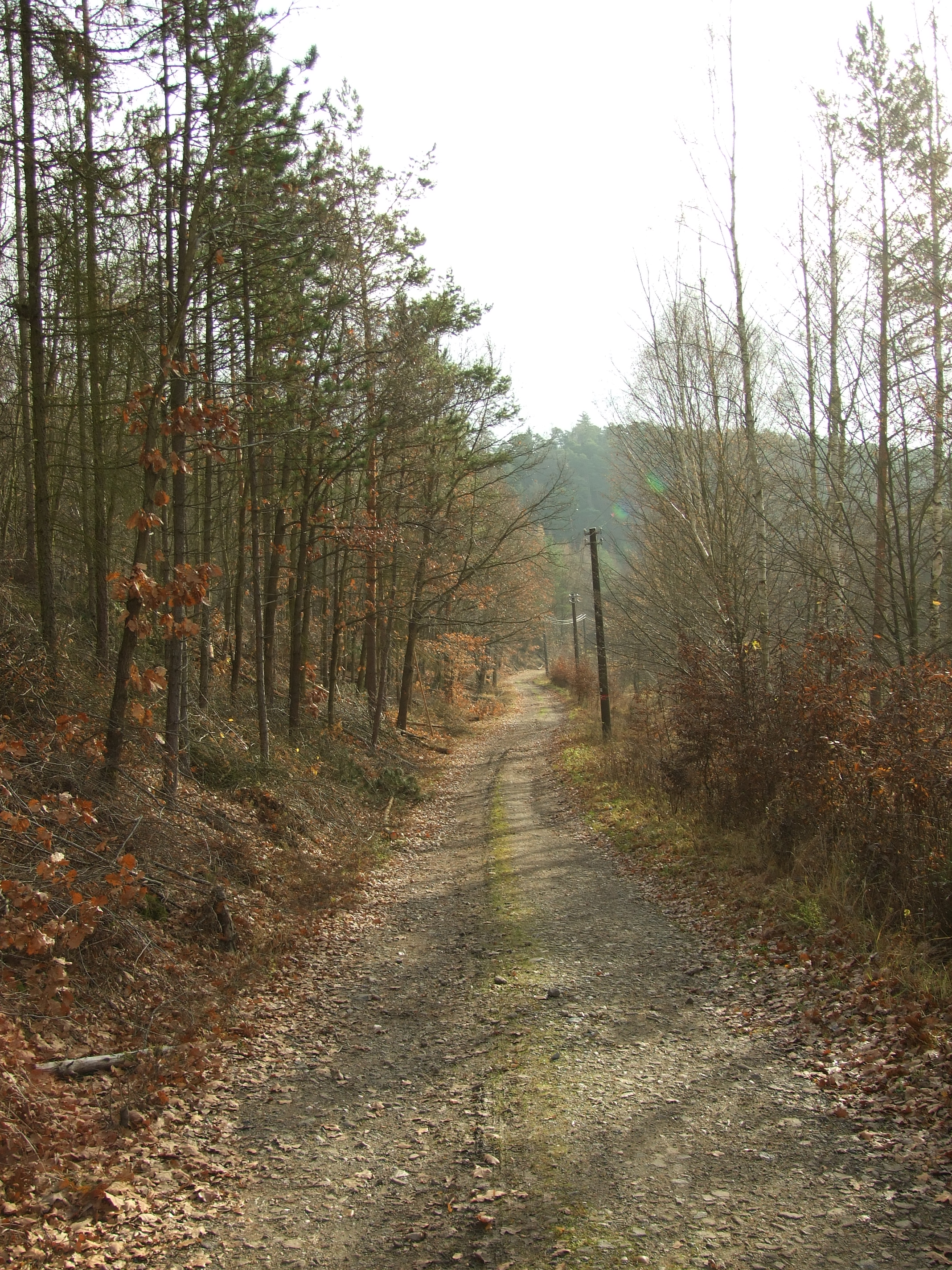
Natuurreservaat Křivoklátsko nabij Ruda